# Lungtok Choktsang
Lungtok Choktsang  (tibétain : མཆོག་ཚང་ ལུང་རྟོགས།, Wylie : mchog tshang lung rtogs) né le 14 avril 1966, est un médecin et un calligraphe tibétain résidant en France depuis 1998. 

## Biographie
Il a rejoint Shitsang Gompa où il étudie la philosophie bouddhiste, la dialectique, l'astrologie et la calligraphie.
En 1985, il entre à l'Institut Médical du Tibet où il étudie la médecine tibétaine traditionnelle sous la direction du docteur Tenkho. Il a également eu pour professeur Troru Tsénam  (tibétain : ཁྲོ་རུ་ཚེ་རྣམ, Wylie : khro ru tshe rnam, 1928-2004). 
Il est l’un des fondateurs de l'hôpital de Shitsang Gompa, spécialisé en médecine tibétaine dans l'Amdo. Il est notamment chargé de la composition des médicaments de l'hôpital.  
Il se rend en Inde en 1991, où il étudie l'hindi et l’anglais. Il arrive en France en 1998, il a été enseignant aux Langues Orientales de Paris et se consacre aujourd'hui à la pratique du massage tibétain, une composante importante de la médecine tibétaine. Il continue également à réaliser des œuvres calligraphiques et à enseigner la langue tibétaine auprès d'élèves en présentiel ou à distance ou encore d'associations pour faire perdurer la culture tibétaine.